# Museumsinsel (Berlin)

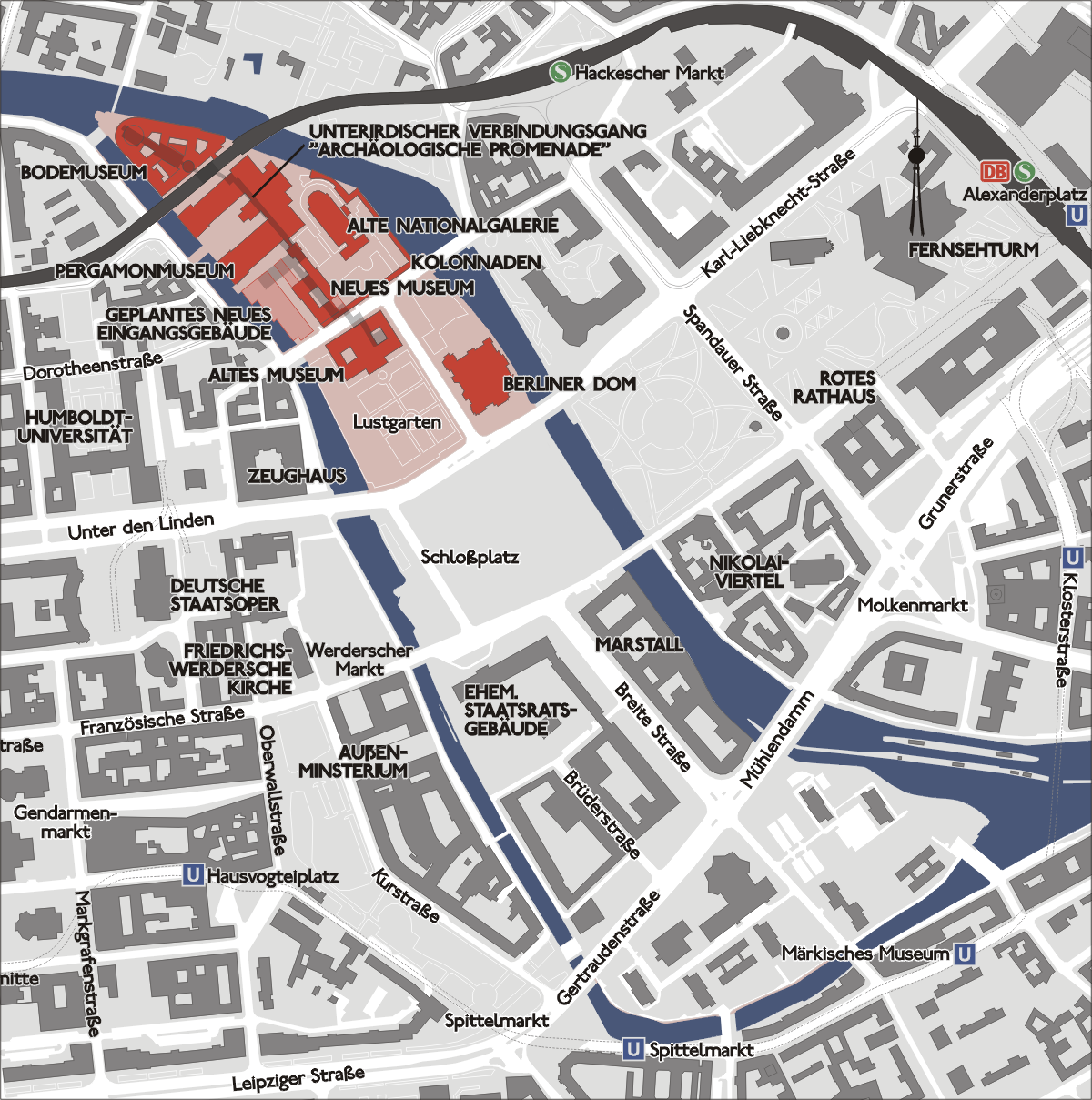
Lageplan Museumsinsel (2006)

Die Museumsinsel ist ein aus fünf Museen bestehendes Bauensemble im nördlichen Teil der Spreeinsel in der historischen Mitte Berlins. Sie gehört zu den wichtigsten Sehenswürdigkeiten der deutschen Hauptstadt und zu den bedeutendsten Museumskomplexen Europas. In den Jahren von 1830 bis 1930 im Auftrag der preußischen Könige nach Plänen von fünf Architekten entstanden, wurde sie 1999 als Gesamtanlage in die Liste des UNESCO-Weltkulturerbes aufgenommen. Die Museumsinsel besteht aus dem Alten Museum, dem Neuen Museum, der Alten Nationalgalerie, dem Bode-Museum und dem Pergamonmuseum. Seit der Wiedervereinigung Deutschlands wird sie im Rahmen des Masterplans Museumsinsel saniert und erweitert. Am 12. Juli 2019 eröffnete die James-Simon-Galerie als neues Besucherzentrum. Ebenfalls im nördlichen Teil der Spreeinsel steht der Berliner Dom am Lustgarten, sowie das museal und kulturell genutzte Humboldt Forum, das bis 2021 in den Formen des ehemaligen Berliner Schlosses errichtet wurde.

## Geschichte

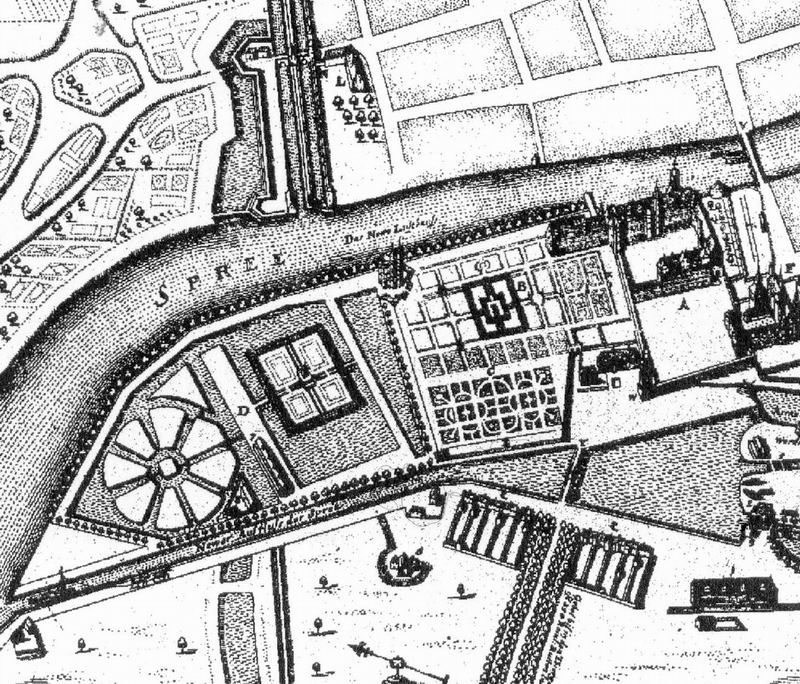
Karte der Spreeinsel, um 1652

Karte der Spreeinsel nach dem Festungsbau, 1688

Karte der Spreeinsel nach Festungsabbruch, 1710

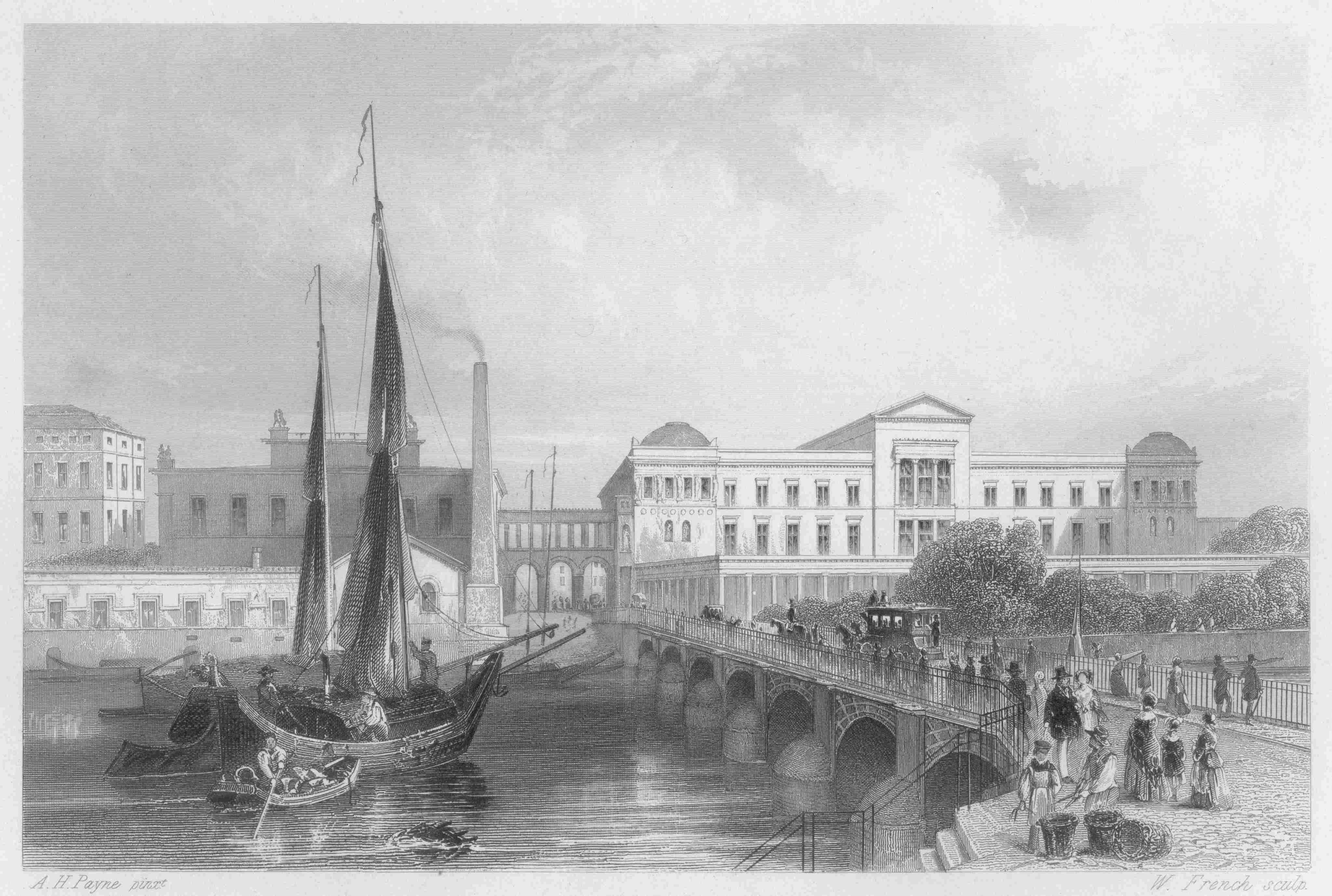
Ansicht auf das Neue Museum mit der Friedrichsbrücke, um 1850

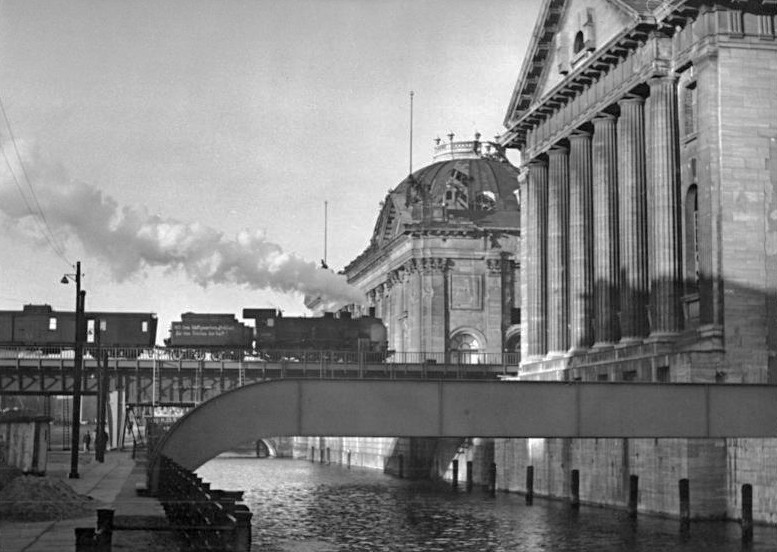
Die Museumsinsel mit dem Bode-Museum und dem Pergamon-Museum, 1951

Der nördlichste, orografisch unterste Abschnitt der Spreeinsel war im Mittelalter eine sumpfige Flussaue. Daraus ergaben sich Besonderheiten des Baugrundes (Kolke). Während auf dem südlichen, etwas höher gelegenen Teil der Insel im 13. Jahrhundert die Stadt Cölln entstand, wurde der nördliche Teil erst viel später als zum Berliner Schloss gehörender Garten genutzt. Im 17. Jahrhundert wurde der linke Spreearm kanalisiert. Es entstand der heutige Kupfergraben, der den nördlichen Teil der Insel entwässerte. Zwischen Spree und Kupfergraben entstand der Cöllnische Werder, auf dem nach Mitte des 17. Jahrhunderts eine Lustgartenanlage entstanden war.
Das Gelände war im Laufe seiner Geschichte verschiedenen Nutzungen unterworfen: Während der Zeit des Großen Kurfürsten und seines Sohnes Friedrich I. diente es als Standort für den sogenannten „Pomeranzenhof“ (eine Orangerie für Südfrüchte, Palmen und exotische Pflanzen), der zum Betrieb des Lustgartens unerlässlich war, da die kostbaren Schmuckbäume für den Lustgarten dort im Winter verwahrt werden mussten. Mit dem Bau der Festung Berlin 1658–1683 wurde der Köllner Stadtgraben innerhalb der Bastion XIII zur Spree umgelenkt. Nach Abbruch der Festung blieb diese Verbindung zwischen Kupfergraben und Spree als Kanal erhalten und der nördliche Teil der Spreeinsel war dadurch eine eigenständige Insel. Unter dem „Soldatenkönig“ Friedrich Wilhelm I. rückte die wirtschaftliche Nutzung des Geländes in den Vordergrund: 1748 wurde als einer der letzten Reste des Lustgartens das Orangerie-Haus zu einem Packhof umgewandelt, in dem gewerbliche Güter und Waren gelagert wurden. Am Kai wurde ein hölzerner Drehkran installiert, um Güter aus den Schiffen auf den Kai zu heben. 1776 wurde neben der Krananlage zusätzlich ein Mehllagerhaus errichtet. Ein Salzmagazin folgte.
Diese starke gewerbliche Ausrichtung des gesamten Geländes wich erst im Laufe des 19. Jahrhunderts nach und nach einer Nutzung als Standort von Museumsbauten: 1797 griff König Friedrich Wilhelm II. den Vorschlag des Archäologen und Kunstprofessors Aloys Hirt auf, ein Museum für die Ausstellung antiker und neuzeitlicher Kunstschätze zu errichten. 1810 wurde in einer Kabinettsorder von König Friedrich Wilhelm III. bestimmt, „eine öffentliche, gut gewählte Kunstsammlung“ anzulegen. Mit dieser Order bediente er auch die immer lauter werdenden Rufe des Bildungsbürgertums nach öffentlich zugänglichen Kunstsammlungen.
Karl Friedrich Schinkel legte 1822 die Pläne für den Neubau vor, die eine umfassende Neuordnung der nördlichen Spreeinsel zur Folge hatten. Schinkels Bebauungsplan sah neben dem Museumsbau die Anlage mehrerer Brücken und die Begradigung des Kupfergrabens vor. Wilhelm von Humboldt übernahm die Leitung der Kommission zur Errichtung des Museums.
Im Jahr 1823 begann der Bau des Museums mit dem Zuschütten des Verbindungskanals. Nach sieben Jahren Bauzeit wurde 1830 das Alte Museum als erster Bau auf der heutigen Museumsinsel eröffnet. Es war zugleich auch Preußens erstes öffentliches Museum. Im Jahr 1859 wurde das Königlich-preußische Museum (heute: Neues Museum) eröffnet. 1876 folgte die Nationalgalerie (heute: Alte Nationalgalerie), 1904 das Kaiser-Friedrich-Museum (heute: Bode-Museum, 1956 umbenannt nach dem deutschen Kunsthistoriker und langjährigen Generaldirektor der Museen, Wilhelm von Bode), an der Spitze der Insel, schließlich 1930 das erst seit 1958 insgesamt so bezeichnete Pergamonmuseum, in dessen Nordflügel das Deutsche Museum, im Ostflügel die Antikensammlung mit dem Pergamonaltar und in dessen Südflügel das heutige Vorderasiatische Museum und das heutige Museum für Islamische Kunst eingerichtet wurden. Ein geplanter Flügel Am Kupfergraben für das heutige Ägyptische Museum kam nicht zur Ausführung.
Erst gegen Ende der 1870er Jahre setzte sich der Name Museumsinsel für das Areal allgemein durch und demonstrierte damit auch den preußischen Anspruch, Museen zu errichten, die mit den Vorbildern in Paris und London vergleichbar waren. 1880 wurde auf einer Konferenz der Museumsdirektoren beschlossen, zukünftig auf der Museumsinsel nur die „hohe Kunst“ zu beherbergen, die sich zu dieser Zeit ausschließlich auf Kunst aus Europa und dem Nahen Osten beschränkte.
Verschiedene Erweiterungsprojekte sollten den ständig unter Raumnot leidenden Sammlungen zusätzliche Ausstellungsfläche verschaffen. Bereits Alfred Messel plante für sein Pergamonmuseum einen südlichen Flügelanbau, der die Ägyptische Sammlung aufnehmen sollte. Die zahlreichen technischen wie finanziellen Schwierigkeiten beim Bau des Museums verhinderten die Ausführung.
In der Zeit des Nationalsozialismus wurden im Zuge der Neugestaltungspläne von Albert Speer auch an der Museumsinsel monumentale Neubauten geplant. Der Architekt Wilhelm Kreis entwarf vier zusätzliche riesige Museumsbauten. Am nördlichen Spreeufer, gegenüber dem Bodemuseum, sollten ein Germanisches Museum, ein Museum des 19. Jahrhunderts und ein Museum der ägyptischen und vorderasiatischen Kunst entstehen, das in einer späteren Planungsphase ein reines Ägyptisches Museum werden sollte und als der größte der drei Bauten bis zu 75.000 m² Ausstellungsfläche gehabt hätte. Der Erweiterung auf dem Gelände zwischen Friedrichstraße, Oranienburger Straße und Monbijouplatz hätte selbst Schloss Monbijou weichen müssen. Entlang des Kupfergrabens plante Kreis als Erweiterung der militärhistorischen Sammlungen des Zeughauses ein Weltkriegsmuseum. Als Pendant zu den Museumsneubauten am nördlichen Spreeufer entwarf der Reichsarchitekt der Hitlerjugend, Hanns Dustmann, am südlichen Spreeufer ein neues Völkerkundemuseum, das sich zwischen Stadtbahn und Spree bis zur Friedrichstraße erstrecken sollte. Die Ausführung aller Pläne verhinderte der Zweite Weltkrieg.
Die Museen auf der Museumsinsel wurden im Zweiten Weltkrieg zu über 70 Prozent zerstört. Der ab 1950 sukzessive durchgeführte Wiederaufbau der jetzt im Ost-Berliner Gebiet liegenden Museumsinsel bezog das am schwersten beschädigte Neue Museum zunächst nicht mit ein. Die als „Schandfleck“ bezeichnete Ruine des Neuen Museums sollte zeitweilig sogar abgerissen werden, was mangels geeignetem Ausweichquartier für die Zwischennutzung nicht geschah. Erst 1987 entschied man sich dazu, die aufwendigen Sicherungs- und Sanierungsmaßnahmen zu beginnen. Eine Gesamtinstandsetzung der Museumsinsel war vor 1990 geplant, konnte allerdings aufgrund der enormen Kosten nicht begonnen werden.
Nach der deutschen Wiedervereinigung begannen Ende der 1990er Jahre umfassende Sanierungen der Museumsinsel, 1999 beschloss der Stiftungsrat der Stiftung Preußischer Kulturbesitz den Masterplan Museumsinsel. Dieser sieht die Sanierung des Gebäudebestandes vor, die bauliche Zusammenfassung zu einem Museumsensemble und die Neuordnung der vor 1990 geteilten Sammlungen.
Am Tag der Deutschen Einheit 2020 wurden rund 70 Ausstellungsstücke im Pergamonmuseum, dem Neuen Museum und der Alten Nationalgalerie mit einer „öligen Flüssigkeit“ besprüht; betroffen waren unter anderem Sarkophage, Steinskulpturen und Gemälde aus dem 19. Jahrhundert. Ein Ermittlungsverfahren wegen gemeinschädlicher Sachbeschädigung wurde eingeleitet.
Seit 2021 ist die Museumsinsel auch direkt per U-Bahn über den nach ihr benannten Bahnhof zu erreichen.

## Beschreibung

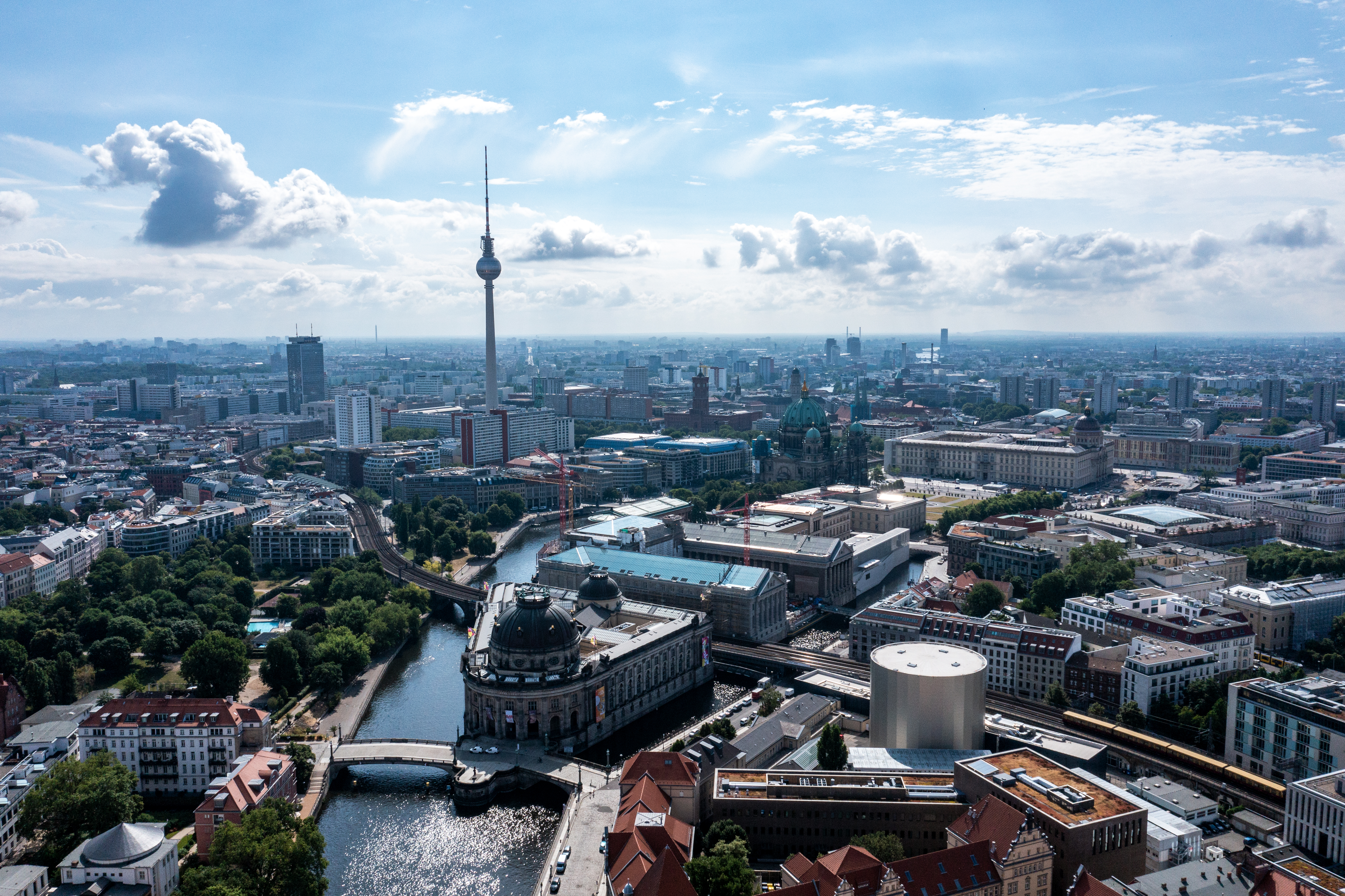
Museumsinsel Juli 2021

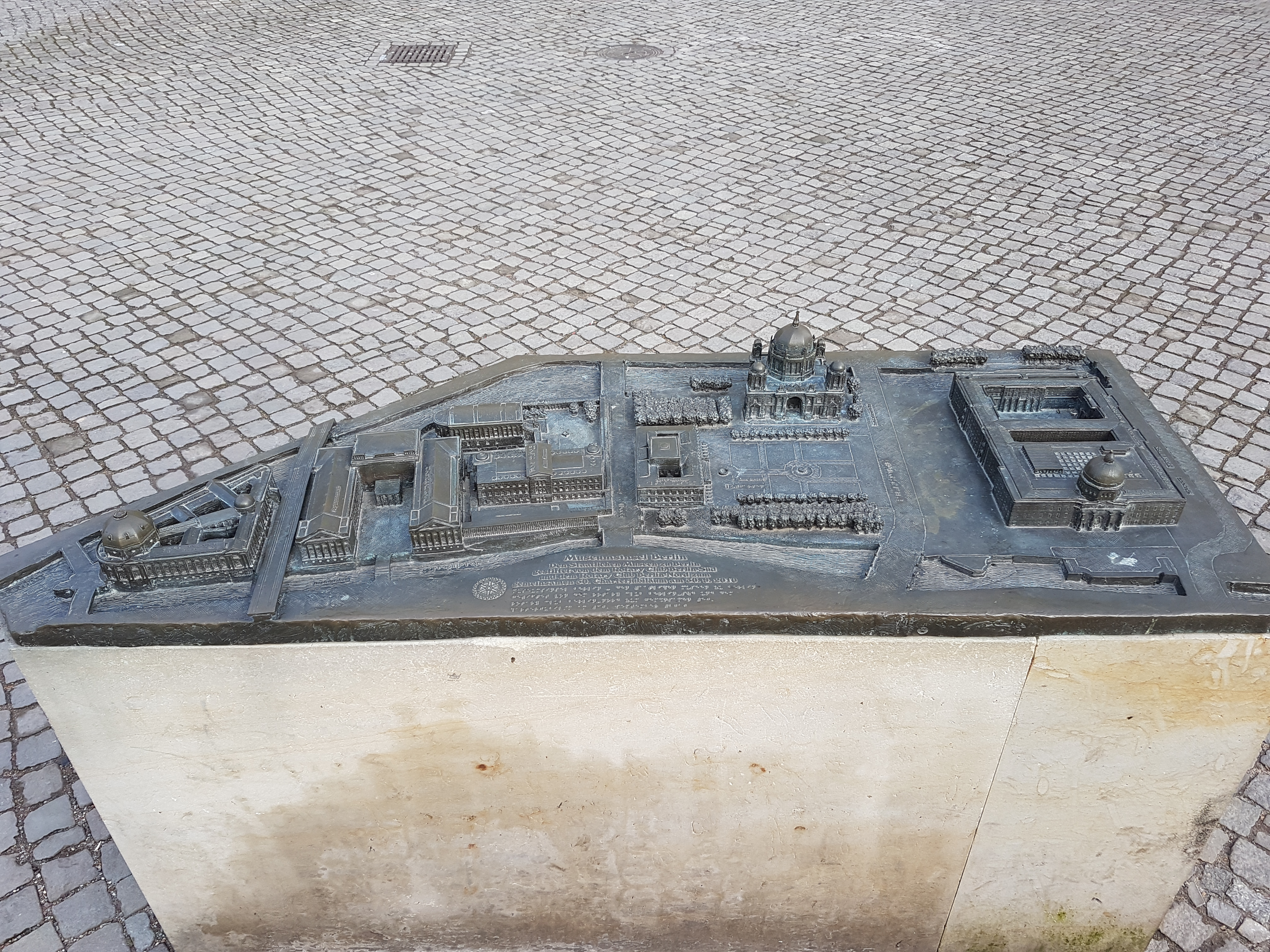
Tastmodell der Museumsinsel, aufgestellt am 16. Dezember 2011 zwischen Altem Museum und Spreearm:
Links Bode-Museum (mit Kuppel), rechts der Stadtbahn das Pergamon-Museum (in U-Form), rechts daneben die James-Simon-Galerie, dahinter das Neue Museum (mit Nofretete), direkt dahinter die Alte Nationalgalerie, rechts der Bodestraße das Alte Museum mit dem vorgelagerten Lustgarten und dem Berliner Dom, daneben der Boulevard Unter den Linden mit dem Humboldt Forum in der Kubatur des Berliner Schlosses.

Die nördliche Spitze der Museumsinsel wird von der Monbijoubrücke gequert, die die Insel mit beiden Ufern der Spree verbindet. Die beiden Brücken sind für den öffentlichen Fahrzeugverkehr gesperrt und bilden den Eingang zum Bode-Museum, einem dreieckigen Neobarock-Bau, der mit seiner großen Kuppel den Norden der Museumsinsel beherrscht.
Südlich des Bode-Museums queren die Gleise der Stadtbahn die Insel und trennen gleichzeitig das Bode-Museum vom sich südlich anschließenden Pergamonmuseum. Dieser neueste Bau der Museumsinsel ist gleichzeitig das Berliner Museum mit den meisten Besuchern und auch international berühmt für mehrere antike Monumentalbauten wie den namengebenden Pergamonaltar. Den Eingangsbereich bildet ein von den drei Flügeln des Baus begrenzter Platz, der über eine Fußgängerbrücke von der Straße Am Kupfergraben aus erreichbar ist.
Südlich des Pergamonmuseums schließen sich im Westen das Neue Museum, das nach dem Zweiten Weltkrieg lange Ruine blieb und im Oktober 2009 nach 70 Jahren neu eröffnet wurde, und im Osten die Alte Nationalgalerie in der Form eines erhöhten antiken Tempels mit vorgelagerter Freitreppe an. Über dem Eingang steht ein beherrschendes Reiterstandbild Friedrich Wilhelms IV., von dem die ersten Skizzen für diesen Bau stammen.
Vor dem Eingang der Alten Nationalgalerie liegt ein an drei Seiten von Säulengängen umschlossenes Freigelände von 12.900 m², der sogenannte Kolonnadenhof. In dreijähriger Bauzeit wurden die Kolonnaden instand gesetzt und die Freifläche mit bodennaher Bepflanzung, mit einer erweiterten Brunnenanlage und mit Bronzeskulpturen aus Museumsbeständen neu gestaltet. Am 6. Juni 2010 wurde die Anlage wieder der Öffentlichkeit übergeben. Die Arbeiten für den letzten Bauabschnitt begannen 2020 und konnten 2024 abgeschlossen werden. Sie umfassten die Restaurierung und Wiederherstellung der ursprünglichen Kolonnaden am Spreeufer nordöstlich der Alten Nationalgalerie. Die Kosten beliefen sich auf rund 13,6 Millionen Euro. Der zuletzt wiederhergestellte Teil des Säulengangs ist von besonderer Bedeutung, da er ab der Wiedereröffnung des ersten Bauabschnittes des Pergamon-Museums (geplant für 2027) als Zugangsweg für dessen Besucher dienen wird.
Südlich des Neuen Museums und der Nationalgalerie quert die Bodestraße die Insel, die über eine Brücke über den westlichen Spreearm befahrbar ist; die anschließende Friedrichsbrücke über den östlichen Spreearm ist für den motorisierten Verkehr gesperrt. Südlich dieser Straße liegen im westlichen Teil der Insel das Alte Museum und der Lustgarten und im östlichen Teil der Berliner Dom, zwischen denen die kleine Straße Am Lustgarten die Bodestraße mit der wichtigen Verkehrsachse Unter den Linden – Schloßplatz – Karl-Liebknecht-Straße verbindet. Diese große Straße bildet eine deutliche südliche Begrenzung der relativ verkehrsberuhigten Museumsinsel.
Nördlich des Berliner Doms findet gegenüber der Alten Nationalgalerie im Sommer allabendlich ein besonderes Schauspiel für Ornithologen statt, wenn Zehntausende Stare zu ihren Schlafplätzen in den Bäumen des dort befindlichen Kastanienhains fliegen.

## Museen

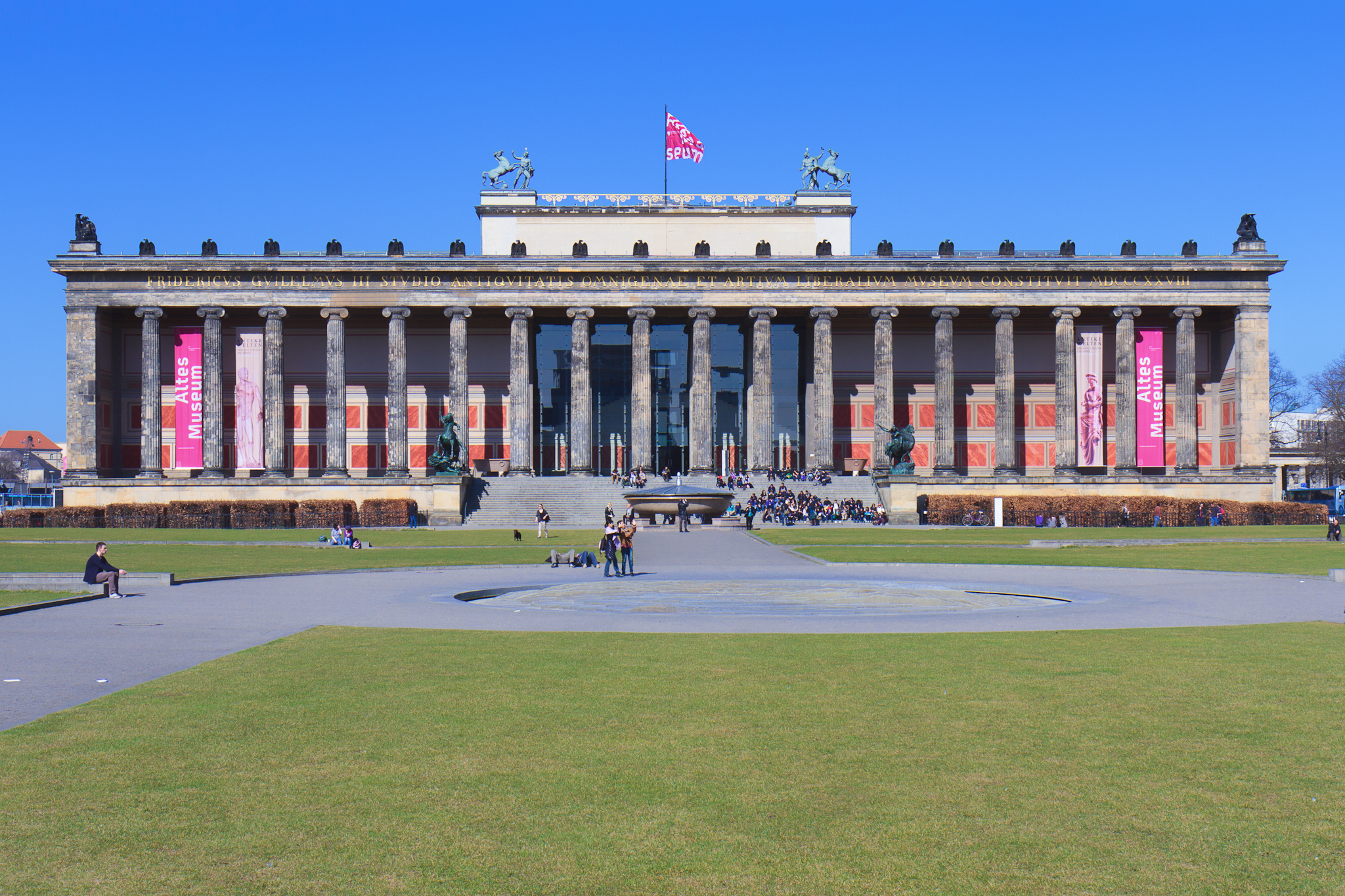
Altes Museum

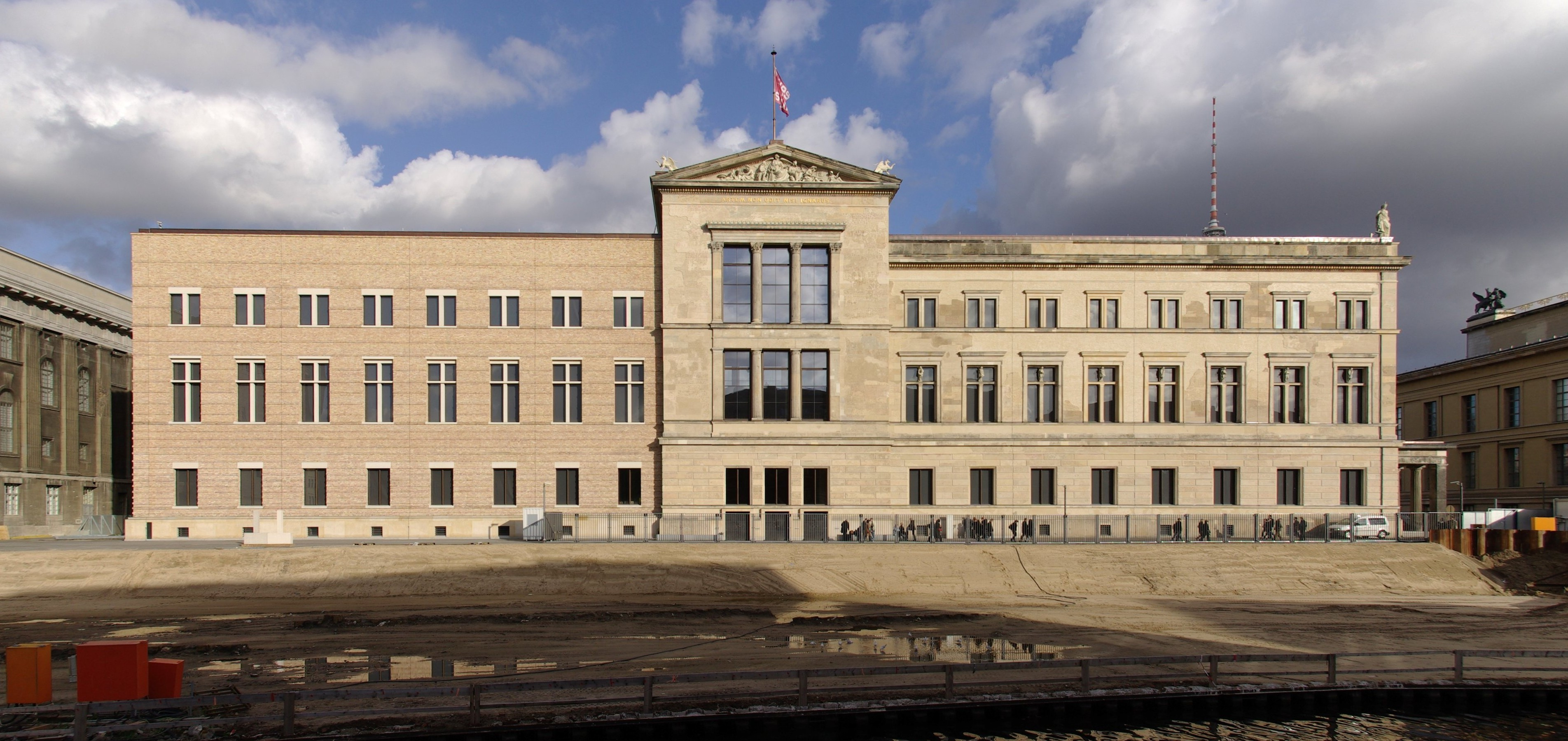
Neues Museum, Westfassade

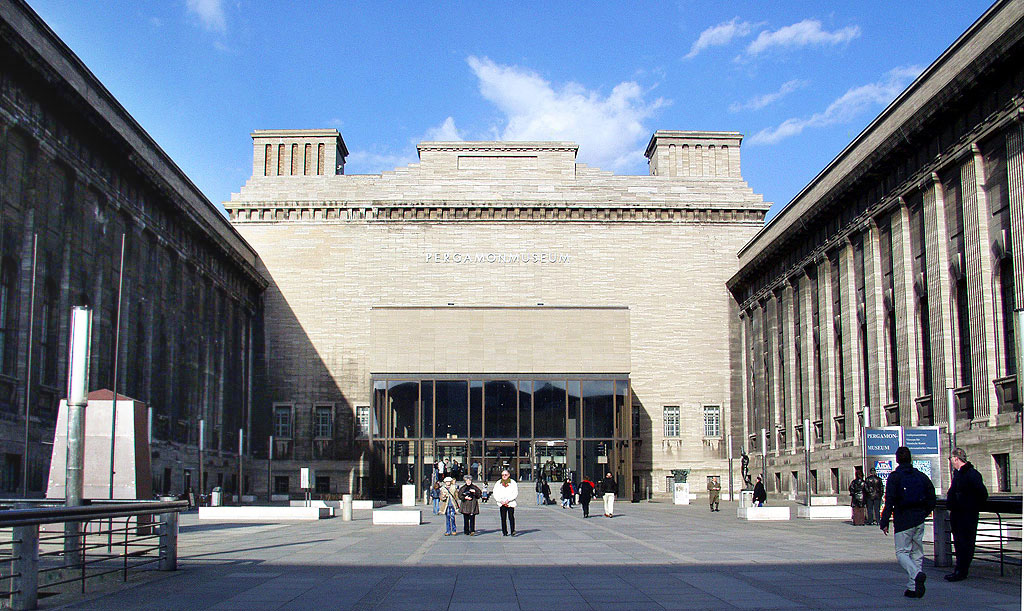
Pergamonmuseum

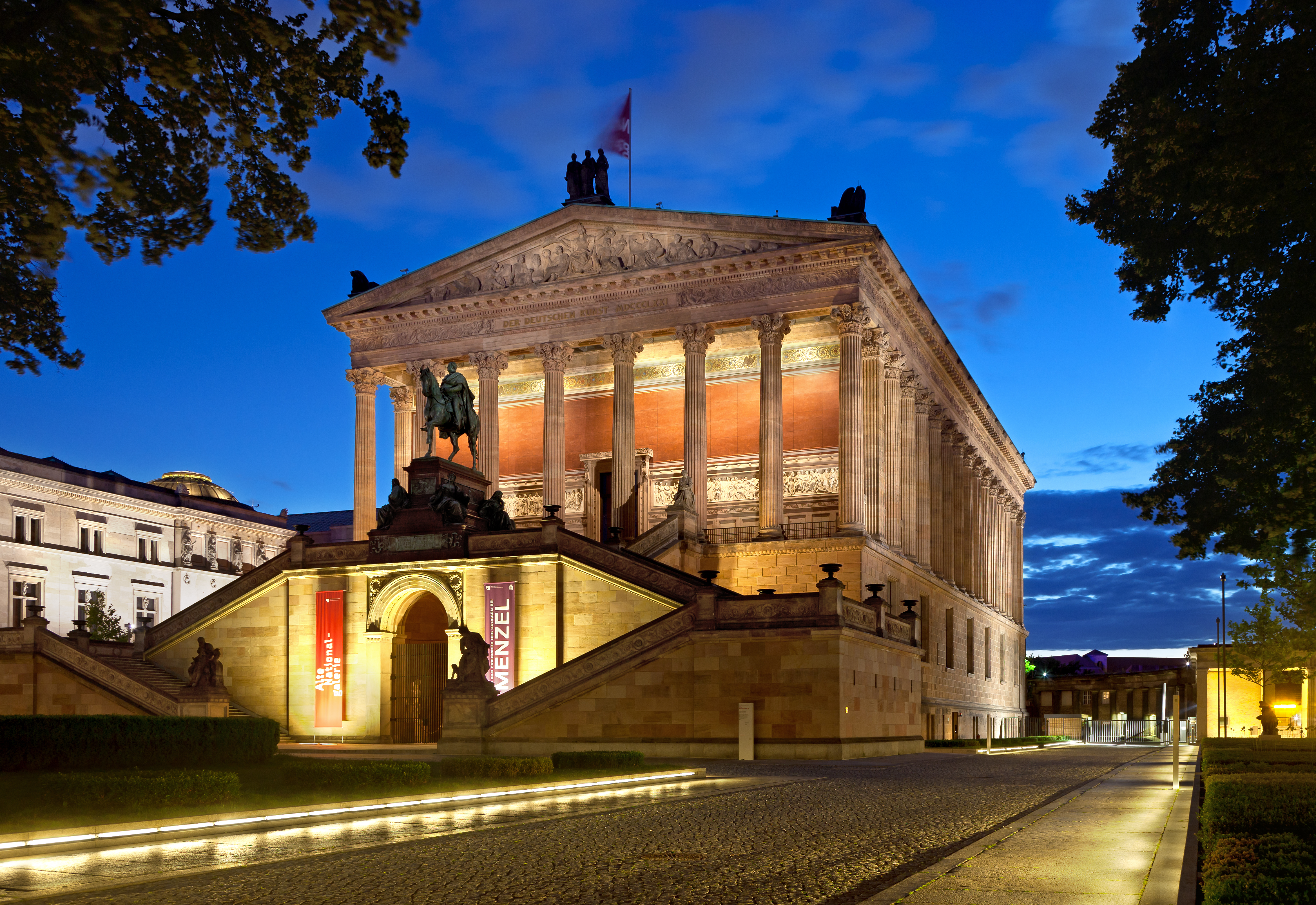
Alte Nationalgalerie

Die fünf Museen der Museumsinsel gehören alle zum Museumsverbund der Staatlichen Museen zu Berlin, die ihrerseits Teil der Stiftung Preußischer Kulturbesitz sind. Die Museumsinsel gehört neben dem Kulturforum in Tiergarten, der Gegend um das Schloss Charlottenburg und dem Museumszentrum Berlin-Dahlem zu den Museumszentren von Berlin.
Die Gebäude der Museumsinsel beherbergen vorwiegend die archäologischen Sammlungen und die Kunst des 19. Jahrhunderts. Nach der Wiedervereinigung begann man mit der Zusammenführung der teilweise in Ost und West getrennten Sammlungen. Im Rahmen des Masterplans Museumsinsel ist eine Neuordnung und gemeinsame Präsentation der Sammlungen aller Museen geplant. Am 12. Juli 2019 eröffnete die James-Simon-Galerie als neues Besucherzentrum für die gesamte Museumsinsel. Sie beherbergt außerdem Veranstaltungsräume für Sonderausstellungen, ein Informationszentrum, den Museumsladen, ein Café sowie Restaurants. Der Bau dient auch als Zugang zur Archäologischen Promenade, die vier der fünf Inselmuseen verbinden wird.
Das Alte Museum zeigt im Hauptgeschoss einen Teil der Antikensammlung mit Skulpturen, Keramik, Waffen, Schmuck und Gerätschaften der griechischen Kunst- und Kulturgeschichte von der Kykladenkultur bis zum Hellenismus. Im Obergeschoss befand sich von August 2005 bis 2009 das Ägyptische Museum, das bis dahin zum Teil zunächst im Pergamonmuseum, später im Bode-Museum, zum Teil aber auch in Charlottenburg untergebracht war. Seit 2010 wird hier Kunst und Kultur der Etrusker und Römer gezeigt.
Das Neue Museum wurde bis Mitte 2009 im Rahmen des Masterplans Museumsinsel wiederaufgebaut. Es enthält seit der Wiedereröffnung am 16. Oktober 2009 das Ägyptische Museum und Papyrussammlung mit der berühmten Büste der ägyptischen Königin Nofretete und andere Kunstwerke aus der Zeit des Königs Echnaton. Außerdem sind hier die Ausstellungen des Museums für Vor- und Frühgeschichte mit Funden aus der Steinzeit, Bronzezeit und Eisenzeit, aus Troja mit Kopien des Schliemann-Goldes, aus Zypern, aus den römischen Provinzen, der Völkerwanderung und dem frühen Mittelalter und späteren Epochen zu sehen. Insbesondere die Zypernsammlung spiegelt dabei den verbindenden Charakter der Museumsinsel wider, sie wird aus Beständen der Antikensammlung, des Museums für Vor- und Frühgeschichte sowie des Münzkabinetts gebildet.
In den drei Flügeln des Pergamonmuseums sind Architekturaufbauten sowie griechische und römische Skulpturen der Antikensammlung, das Vorderasiatische Museum mit 6000 Jahren Geschichte, Kunst und Kultur Vorderasiens und das Museum für Islamische Kunst mit Kunst der islamischen Völker vom 8. bis ins 19. Jahrhundert untergebracht. Das Pergamonmuseum ist weltweit bekannt geworden durch die imposanten Rekonstruktionen archäologischer Bauensembles wie den Pergamonaltar, das Markttor von Milet, das Ischtar-Tor samt Prozessionsstraße aus Babylon und die Mschatta-Fassade. Im noch zu bauenden vierten Flügel werden die Monumente des Ägyptischen Museums, wie das Kalabscha-Tor und die Säulenhalle des Königs Sahure, sowie die Tell-Halaf-Fassade des Vorderasiatischen Museums, die nach Kriegszerstörungen zurzeit in einem Außendepot der Staatlichen Museen wieder zusammengesetzt wird, zu sehen sein. Das Museum ist aufgrund umfangreicher Sanierungsarbeiten bis zur geplanten (Teil-)Wiedereröffnung im Jahr 2027 geschlossen.
Die Sammlung der Alten Nationalgalerie zeigt Skulpturen und Gemälde des 19. Jahrhunderts, von Caspar David Friedrich über die französischen Impressionisten bis zu Fresken der in Rom tätigen Nazarener.
Das am 17. Oktober 2006 wiedereröffnete Bode-Museum zeigt im Museum für Byzantinische Kunst byzantinische Kunstwerke vom 3. bis zum 15. Jahrhundert, in der Skulpturensammlung italienische und deutsche Skulpturen und Plastiken vom frühen Mittelalter bis zum 18. Jahrhundert, im Münzkabinett Münzserien vom Beginn der Münzprägung im 7. Jahrhundert v. Chr. in Kleinasien bis zu den Münzen und Medaillen des 21. Jahrhunderts sowie ausgewählte Bestände der Sammlung alter Meister der Gemäldegalerie. Im März 2017 kam es zum Diebstahl der Big Maple Leaf.
An den jährlich veröffentlichten Besucherzahlen ist der Umzug der Büste der Nofretete vom Alten Museum ins wiedereröffnete Neue Museum deutlich abzulesen. Neues Museum und Pergamonmuseum waren 2010 die beiden meistfrequentierten Museen Berlins. Die James-Simon-Galerie wies für 2019 mit 1,1 Millionen Besuchern die meisten Empfangszahlen auf.
Die Museumsinsel Berlin zählte im Jahr 2023 insgesamt 2.573.641 Besucher nach 2022 (2.216.602), 2021 (832.235) und 2020 (739.380).
| Museum               | 2008      | 2009      | 2010      | 2011      | 2012      | 2013      | 2014      | 2015      | 2016      | 2017      | 2018      | 2019      |
| -------------------- | --------- | --------- | --------- | --------- | --------- | --------- | --------- | --------- | --------- | --------- | --------- | --------- |
| Neues Museum         |           | 293.000   | 1.142.000 | 903.000   | 701.000   | 940.000   | 633.000   | 726.000   | 739.000   | 777.000   | 770.000   | 828.000   |
| Pergamonmuseum       | 1.298.000 | 1.093.000 | 1.035.000 | 1.305.000 | 1.410.000 | 1.260.000 | 995.000   | 750.000   | 739.000   | 751.000   | 780.000   | 804.000   |
| Alte Nationalgalerie | 240.000   | 313.000   | 364.000   | 305.000   | 312.000   | 350.000   | 339.000   | 454.000   | 340.000   | 316.000   | 360.000   | 376.000   |
| Altes Museum         | 1.080.000 | 531.000   | 362.000   | 330.000   | 162.000   | 165.000   | 206.000   | 252.000   | 271.000   | 253.000   | 282.000   | 204.000   |
| Bode-Museum          | 282.000   | 251.000   | 260.000   | 390.000   | 165.000   | 206.000   | 226.000   | 237.000   | 237.000   | 233.000   | 245.000   | 260.000   |
| Summe                | 2.900.000 | 2.481.000 | 3.163.000 | 3.233.000 | 2.750.000 | 2.921.000 | 2.399.000 | 2.419.000 | 2.326.000 | 2.330.000 | 2.437.000 | 2.472.000 |

## Masterplan Museumsinsel

### Geschichte
Der Masterplan Museumsinsel ist das Ergebnis eines 1993 ausgelobten Architekturwettbewerbs, den nach heftigen Kontroversen in der Jury der Italiener Giorgio Grassi gewann. Der von den Museumsdirektoren favorisierte plastische Entwurf des US-amerikanischen Architekten Frank Gehry konnte sich nicht durchsetzen. Nach vielen Überarbeitungen zog sich Grassi 1996 aus der Planung zurück, und der Londoner Architekt David Chipperfield erhielt den Auftrag zur Restaurierung des Neuen Museums und zur Planung und Errichtung eines neuen gemeinsamen Empfangsgebäudes für die Sammlungen der Museumsinsel am Kupfergraben in Berlin.
Der Masterplan Museumsinsel sieht vor, alle Gebäude zu sanieren und die Gebäudetechnik an die Anforderungen moderner Museen anzupassen. Zugleich sollen das Alte Museum, das Neue Museum, das Pergamonmuseum und das Bode-Museum baulich zu einem gemeinsamen Museumskomplex zusammengefasst werden. Vorbild hierfür sind der Pariser Louvre, die vatikanischen Museen in Rom, die Eremitage in Sankt Petersburg und das Britische Museum in London. Auf dem Gebiet des Alten Packhofs, direkt südwestlich des Neuen Museums, ist hierzu bereits die James-Simon-Galerie als gemeinsames Empfangs- und Eingangsgebäude entstanden. Diese soll als zentraler Ausgangspunkt eines unterirdischen Rundgangs dienen, der Archäologischen Promenade, die alle Museen der Museumsinsel außer der Alten Nationalgalerie verknüpfen wird. Sie soll Besuchern die Zugänge zu den einzelnen Museen erleichtern sowie zugleich zusätzlichen Raum für übergreifende Ausstellungen bieten. Alle Gebäude auf der Museumsinsel bleiben aber weiterhin als Einzelgebäude mit eigenem Eingang erhalten.
Der Generaldirektor der Staatlichen Museen zu Berlin, Peter-Klaus Schuster, schlug 1999 vor, einen Neubau als Ergänzung für die Sammlungen des Bode-Museums auf dem Gelände der Engels-Kaserne am Kupfergraben zu errichten, um die enzyklopädische Bandbreite der Berliner Gemälde- und Skulpturensammlungen angemessen zu zeigen. Dieses Projekt wurde von ihm als Masterplan II bezeichnet. Aus Platzgründen kann das Bode-Museum nicht alleine das Konzept der geplanten integrierten Aufstellung von Malerei der Gemäldegalerie, Skulpturen und den Nachbarkünsten von der Spätantike bis zur Aufklärung in umfassender Form zeigen. Nach Schuster soll das Bode-Museum alles von der Spätantike bis zu einem großen Renaissance-Ensemble umfassen, und die nachfolgende Epoche wird im Neubau ihren Raum finden. Im Falle eines Neubaus am Kupfergraben wird das 1998 eingeweihte Gebäude am Kulturforum, das heute die Sammlung der Gemäldegalerie beherbergt, dann vermutlich der von großer Platznot bedrängten Nationalgalerie dienen, um die bisher noch in ihren Depots gelagerten Gemälde, wie etwa die DDR-Kunst, zu zeigen.

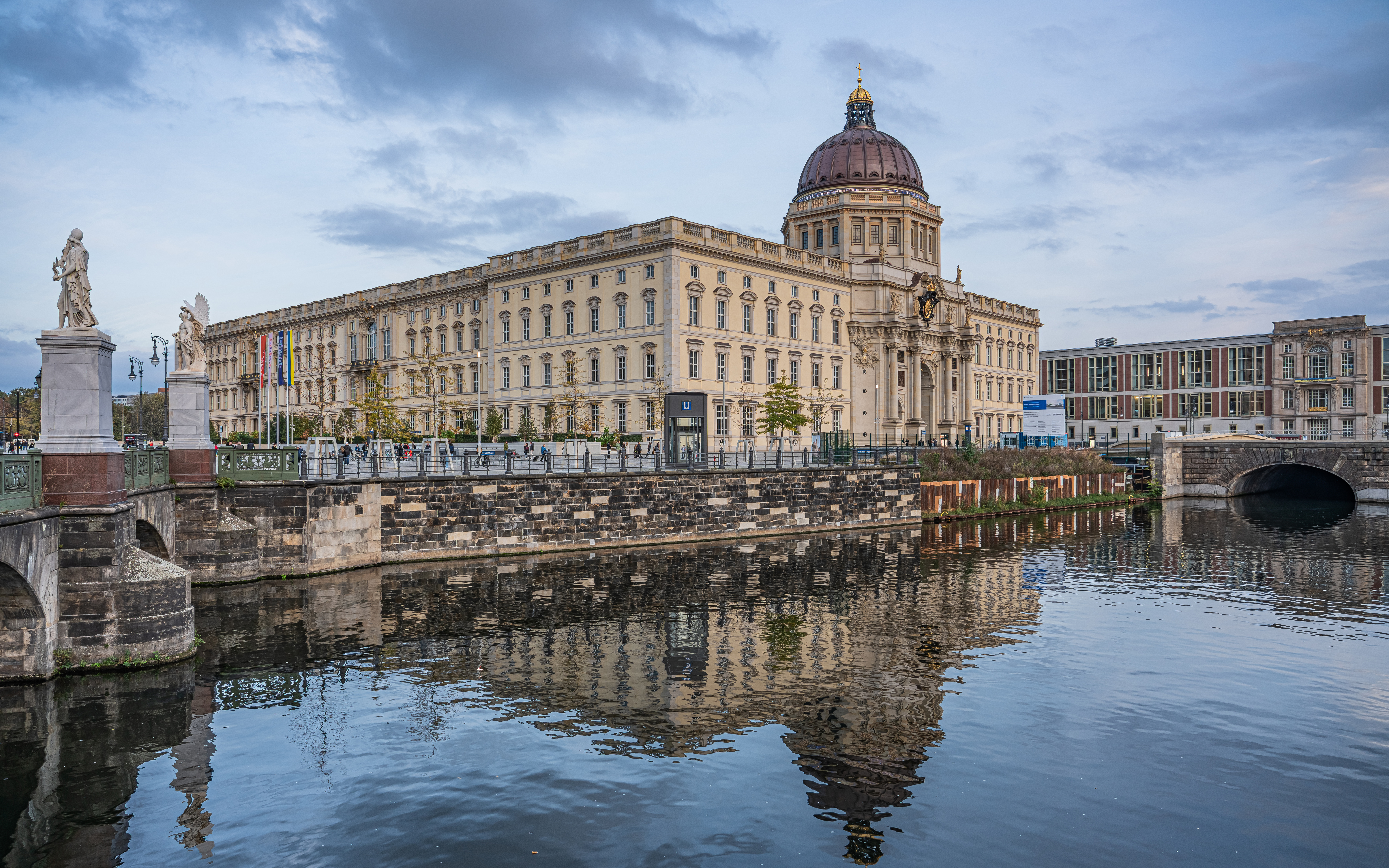
Humboldt Forum im Berliner Schloss

Im Jahr 2001 wurde vom Präsidenten der Stiftung Preußischer Kulturbesitz Klaus-Dieter Lehmann die Idee Masterplan III beigefügt, die seit dem Zweiten Weltkrieg nach Dahlem verlegten Museen für Völkerkunde, Ostasiatische und Indische Kunst sowie für Europäische Kulturen wieder in das Stadtzentrum zurückzubringen, wo sie bis in die 1920er Jahre residierten. Im Rahmen des Neubaus des Humboldt Forums in der äußerlichen Gestaltung des ehemaligen Berliner Schlosses auf dem auf der Museumsinsel benachbarten Schlossplatz gibt es jetzt Pläne, hier mit dem Forum als Museum und einer „Agora“ als Veranstaltungsraum für repräsentative Gelegenheiten ein kulturelles Zentrum zu schaffen: Es soll den Plänen zufolge neben den Sammlungen außereuropäischer Kulturen die Berliner Zentralbibliothek und einen Teil der wissenschaftshistorischen Sammlungen der Humboldt-Universität aufnehmen.
Nach Vorstellung der Stiftung Preußischer Kulturbesitz wird durch die Durchführung der drei Masterpläne die Museumsinsel zum weltweit größten Universalmuseum für Weltkunst und Weltkulturen. Die Finanzierung der neuen Gemäldegalerie und des Wiederaufbaus des Stadtschlosses ist aber noch offen, da ein haushaltswirksamer Beschluss des Bundestages fehlt. Die Kosten für den Bau des Humboldt-Forums/Berliner Schlosses wurden zunächst mit 670 Millionen Euro angegeben. Neben dem Einsatz von Steuergeldern sind für die Finanzierung sowohl eine Mischfinanzierung aus Spenden und der Ausgabe von sogenannten „Schlossaktien“ als auch eine (Teil-)Finanzierung durch private Investoren im Gespräch. Nach Planungen von 2007 reichen für eine abgespeckte Version 480 Millionen Euro, auf private Investoren soll dabei vollständig verzichtet werden.
Die Alte Nationalgalerie wurde nach aufwendiger Sanierung am 2. Dezember 2001 wiedereröffnet. Auch das Bode-Museum wurde bis Ende 2005 vollständig restauriert und am 17. Oktober 2006 offiziell wiedereröffnet, das sanierte Neue Museum folgte dann mit der Wiedereröffnung am 16. Oktober 2009. Das Alte Museum wurde während des laufenden Betriebs bis 2011 komplett saniert. Das Pergamonmuseum wird seit 2008 abschnittsweise saniert und um einen vierten Flügel in Form eines gläsernen Querriegels am Kupfergraben nach den Plänen von Oswald Mathias Ungers ergänzt. Die neue James-Simon-Galerie wurde am 12. Juli 2019 eröffnet. Im Zusammenhang mit den Planungen hinsichtlich der Gemäldegalerie und einer räumlichen Annäherung an die Skulpturensammlung im Bodemuseum gab es lebhafte öffentliche Diskussionen.
Die Kosten für die bereits abgeschlossenen und noch vorgesehenen Maßnahmen des Masterplans Museumsinsel (ohne den Bau des Humboldt Forums) wurden ursprünglich auf etwa eine Milliarde Euro geschätzt, heute geht man von Kosten in Höhe von insgesamt etwa 1,5 Milliarden Euro aus: für das Bode-Museum etwa 150 Millionen Euro, das Neue Museum etwa 295 Millionen Euro, das Alte Museum etwa 74 Millionen Euro und das Pergamonmuseum etwa 523 Millionen Euro. Die Kosten für die Realisierung des Masterplans trägt der Bund.

### Kritik
Die Umsetzung der ersten Architektenplanung von 2001 diskutiert die Berliner Öffentlichkeit hauptsächlich unter architekturästhetischen Gesichtspunkten. Kritik findet insbesondere der nicht originalgetreue Wiederaufbau des Neuen Museums und die Architektursprache des Ergänzungsbaus (neues Eingangsgebäude/Masterplan II) von David Chipperfield. Gegen diese Planungsvariante und für ein Gebäude im historischen Stil machte sich eine Bürgerinitiative stark, die 2007 begann, Unterschriften für ein Volksbegehren zur Verhinderung der Umsetzung des ersten Chipperfield-Entwurfes zu sammeln.

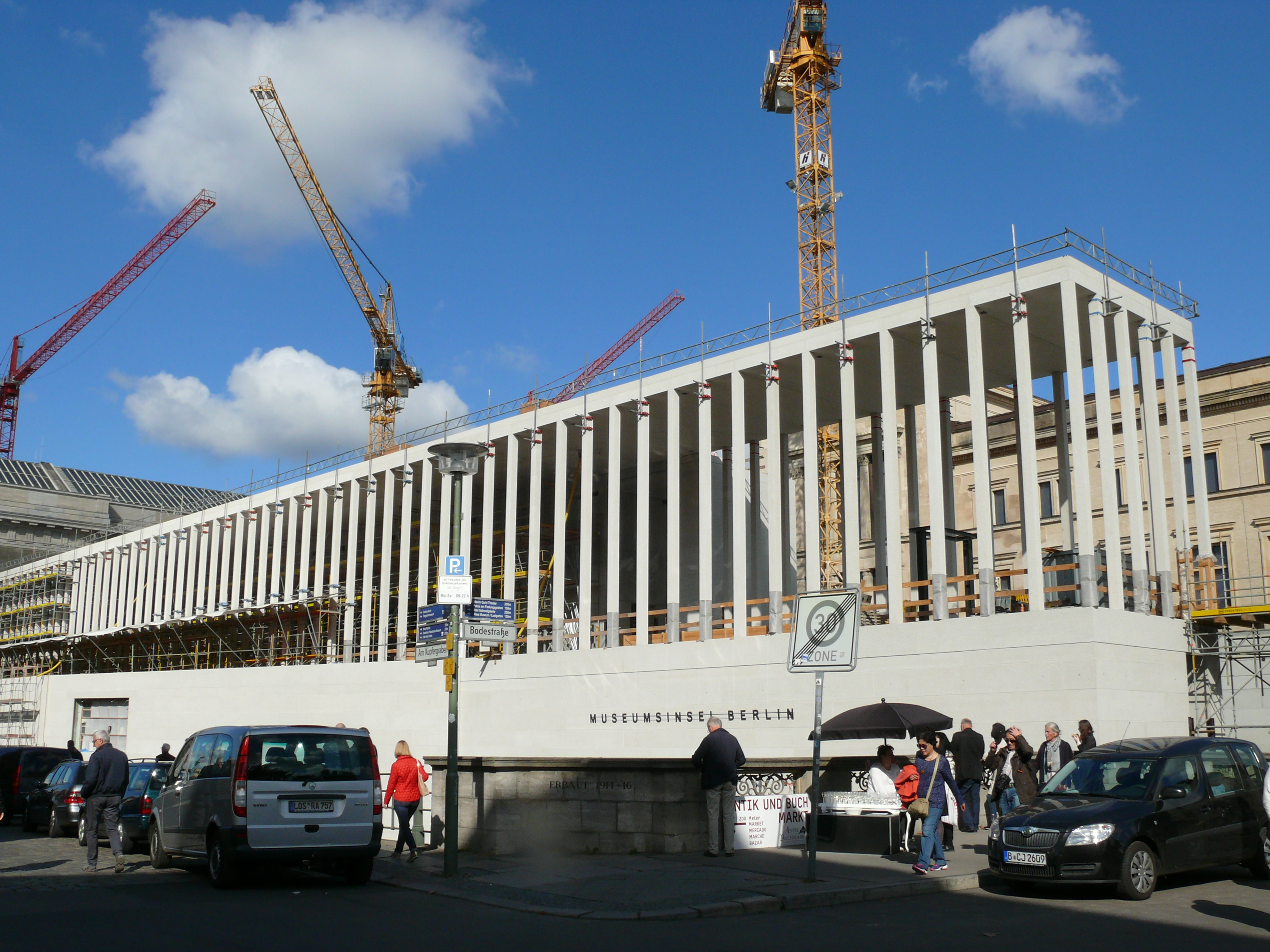
Bauzustand der James-Simon-Galerie im Oktober 2016

Im November 2006 gab der Haushaltsausschuss des Bundestages überraschend und kurzfristig 73 Millionen Euro für den Bau frei, sodass Planungen und Bauten auf der Museumsinsel noch vor 2020 fertiggestellt werden könnten. Am 27. Juni 2007 wurde unter regem Interesse der Berliner Öffentlichkeit der komplett überarbeitete Entwurf des Architekturbüros von David Chipperfield für die James-Simon-Galerie vorgestellt. Den Mittelpunkt dieses Entwurfs bildet die Anlage eines umlaufenden, öffentlich zugänglichen Kolonnadenumgangs und einer nach dem Vorbild der Akropolis gestalteten, überdeckten Stadtloggia auf einem hohen, zum westlichen Spreearm hin gelegenen Sockel. Durch diese Neubauten sollen alle Museen der Berliner Museumsinsel verbunden und von einem zentralen Punkt aus erschlossen werden. Der Generaldirektor der Staatlichen Museen zu Berlin, Peter-Klaus Schuster, brachte dieses Konzept in Verbindung mit dem bereits aus den 1920er Jahren stammenden Begriff der „Stadtkrone“ und mit Bauten von Alfred Messel und Mies van der Rohe.
Im Anschluss an die Veröffentlichung des neuen Chipperfield-Entwurfs gab die Bürgerinitiative am 4. Juli 2007 bekannt, die Unterschriftensammlung zum Bürgerbegehren auszusetzen, bis detaillierte Planungen des Architekten vorlägen. Sie regte an, vor Baubeginn ein dreidimensionales Schnurgerüst zu errichten, um den Goldenen Schnitt am 1:1-Modell zu untersuchen.

## Filme
- Jahrhundertprojekt Museumsinsel. Dokumentarfilmreihe von ZDF und 3sat. Deutschland seit 2001.[20]
- Die Berliner Museumsinsel – Preußens Schatzkammer (= Schätze der Welt – Erbe der Menschheit. Folge 200). Dokumentarfilm, 15 Min. Erstausstrahlung: 17. August 2008.[21]
- Museumsinsel Berlin (= Museums-Check. Folge 19). Reportage, 30 Min., Moderation: Markus Brock, Produktion: 3sat. Erstausstrahlung: 27. Januar 2013.[22]